# NK Munja Veliki Rastovac
NK Munja je nogometni klub iz Velikog Rastovca.
Trenutačno se natječe u 1. ŽNL Virovitičko-podravskoj.